# Eureka County
Eureka County is een county in de Amerikaanse staat Nevada. Eureka County ligt in de woestijn van het Grote Bekken. De county heeft een landoppervlakte van 10.815 km² en telt 1.987 inwoners (volkstelling 2010). Er bevinden zich verschillende nederzettingen zonder zelfbestuur (unincorporated town) in de county, waaronder Eureka en Crescent Valley. Sinds de oprichting van de county bevindt het centrale bestuur zich in Eureka, de grootste nederzetting in de county.

## Geschiedenis

### Verkenning van het gebied
De eerste blanke activiteiten in het gebied waren gebaseerd op de zoektocht naar transportroutes naar het westen. De Humboldt, een van de enige grote rivieren in de droge woestijn van het Grote Bekken, werd vanaf 1828 ontdekt.
De pelshandelaar en officier Benjamin Bonneville, gefinancierd door John Jacob Astor, zond in 1833-34 de verkenner Joseph R. Walker erop uit om de woestijn van het Grote Bekken te verkennen en Walker ontdekte daar de Humboldt River, die een natuurlijke verbinding van oost naar west door het droge en bergachtige gebied vormt. De Humboldt was later van cruciaal belang omdat er zoet water en gras te vinden was langs de Humboldt. Walker ontdekte eveneens dat deze Humboldt niet tot de Grote Oceaan liep, maar eindigde in een zoutmeer. In de eerste helft van de jaren 1840 werd de standaardroute van de California Trail vastgelegd door Joseph B. Chiles en Joseph R. Walker. Deze volgde in het noorden van Eureka County de Humboldt. Er werden echter geen nederzettingen gesticht; dit was onbewoond passagegebied naar Californië.
Voor het zuiden van Eureka County duurde het een stuk langer tot er een route werd ontwikkeld. In het zuiden ontbrak immers een grote rivier zoals de Humboldt. In 1859 werd de Central Overland Route ontdekt door een legerexpeditie vanuit Salt Lake City. Deze bereikte via een zuidelijke route Genoa in het westen van Nevada (bij de Carson Trail, een westelijk uiteinde van de California Trail). De route passeerde het hedendaagse Fish Springs National Wildlife Refuge, Ibapah, Ely en Eureka. Deze route was maar liefst 450 kilometer korter dan de standaardroute (via Fort Hall in het zuidoosten van Idaho) en werd later ook gebruikt door de Pony Express en door de eerste transcontinentale telegraaflijn. Na de ingebruikname van de spoorweg in het noorden in 1869 werd deze route, net als de telegraaflijn, niet meer onderhouden en verdwenen de (blanke) activiteiten in het zuiden van Eureka County tot 1873.

### Oprichting van de county en stichting van nederzettingen
Beowawe, in het noorden, was de eerste nederzetting in Eureka County (toen nog Lander County) en werd gesticht in 1868. Vijf jaar later, in 1873, werd Eureka County afgesplitst van Lander County en werd Eureka gesticht na de ontdekking van zilver. De plaats werd genoemd naar de uitspraak van Archimedes, verwijzend naar de vondst van zilver. Zeven jaar later, in 1880, was de bevolking al gestegen tot 7086 mensen; er was sprake van een zilverkoorts. Tussen 1880 en 1900 zou de bevolking echter sterk afnemen. In 1900 woonden er nog slechts 1954 mensen in Eureka County. Op dat moment was Eureka nog veruit de grootste nederzetting in de county. In de twintigste eeuw verspreide de bevolking in de county zich echter over verschillende gehuchten. Het inwoneraantal van de centrale kern, Eureka, nam verder af tot zo'n 610 inwoners in 2010. Het merendeel van de inwoners van de county woont nu dus buiten de centrale kern, in de verschillende gehuchten als Crescent Valley en Beowawe.

### Bekende inwoners
Een van de bekendste voormalige inwoners van Eureka County is Tony Mendez, de man achter de CIA-operatie Canadian Caper, waarbij in 1980 zes gijzelaars uit Iran konden ontsnappen. Mendez werd in 1940 in Eureka County geboren. In de jaren 1950 verhuisde het gezin naar Colorado. De CIA-operatie werd in 2012 verfilmd, waarbij Mendez vertolkt werd door steracteur Ben Affleck.
Een andere bekende inwoner was George A. Bartlett. In 1889 en 1890 was hij district attorney voor Eureka County. In 1902 verhuisde hij van Eureka naar Tonopah, in het zuidwesten van Nevada. Van 1907 tot 1911 zou Bartlett lid zijn van het Amerikaanse Huis van Afgevaardigden.

## Kernen

### Eureka
In de eerste decennia, tijdens de boom van de mijnen in de omgeving, groeide Eureka sterk en woonde het gros van de bevolking in deze centrale kern en naamgever van de county. In de nabije heuvels werd naast zilver ook lood ontgonnen. In 1878 piekte de bevolking van de plaats met ongeveer 10.000 inwoners. Nadien sloten verschillende mijnen en trok een groot deel van de bevolking weg ("boom and bust"). Met de slogan "The Friendliest Town on The Loneliest Road in America" probeert het bestuur van Eureka County toeristen naar het plaatsje te lokken (of eerder: passanten te laten stoppen in Eureka). De "loneliest road" verwijst hierbij naar de U.S. Route 50, een oost-westverbinding doorheen de woestijn van het Grote Bekken. In dit deel van de woestijn wonen slechts weinig mensen. De meest nabije kernen zijn Austin, 110 kilometer westelijker, en Ely, 124 kilometer naar het oosten.

### Beowawe
Deze kleine nederzetting bevindt zich in het noorden van het grondgebied van de county, in de buurt van de Humboldt en werd gesticht in 1868 wanneer de eerste transcontinentale spoorweg werd aangelegd. In 1881 bereikte de nederzetting zijn hoogtepunt met 60 inwoners. De volgende decennia daalde het inwonersaantal gevoelig. Vandaag bevindt er zich nog een grote geothermische elektriciteitscentrale, een openbare bibliotheek en een lagere school.

### Pallisade
Deze nederzetting ligt net als Beowawe aan de Humoldt, maar is vandaag zo goed als onbewoond. In de jaren 1870 woonden er zo'n 600 mensen in het stadje. De nederzetting werd bijna volledig vernield door een grote overstroming in 1910, waarna het nooit meer uitgroeide tot een grote kern.

### Crescent Valley
Het gehucht in het noordwesten van Eureka County ontstond pas in de tweede helft van de twintigste eeuw. In 2010 telde het zo'n 392 inwoners. In het gehucht is een lagere school en een openbare bibliotheek.

## Klimaat
Het grootste deel van het grondgebied kent een koud steppeklimaat, een halfwoestijnklimaat. In Beowawe bijvoorbeeld valt er 191 mm jaarlijkse neerslag. Eureka zelf kent een wat vochtiger klimaat door zijn ligging nabij bergen. Er valt zo'n 305 mm neerslag per jaar en het stadje kent hierdoor een vochtig continentaal klimaat (Köppen Dfb), waardoor er in beperkte mate landbouw mogelijk is. Dit gebeurt op een water-efficiënte door middel van cirkelirrigatie. De beperkte neerslag valt verspreid over het gehele jaar. Net iets meer dan de helft van de neerslag valt als sneeuw.

## Bevolkingsontwikkeling
County's: Churchill · Clark · Douglas · Elko · Esmeralda · Eureka · Humboldt · Lander · Lincoln · Lyon · Mineral · Nye · Pershing · Storey · Washoe · White Pine
Onafhankelijke stad: Carson City